# Burro (asino)

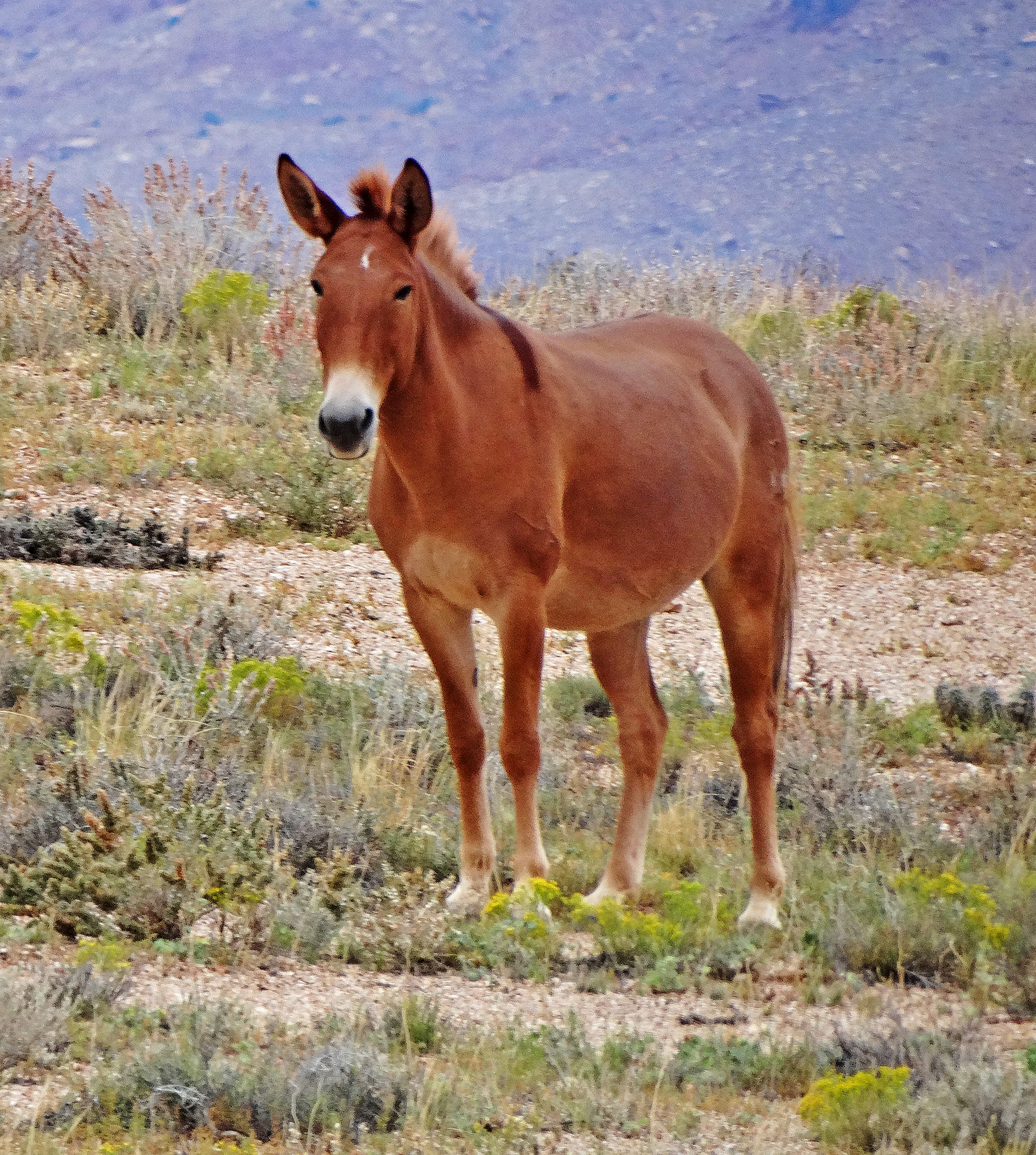
Mulo selvatico fotografato a nord di Bitter Spring nella Riserva Navajo.

Burro è il nome dato agli esemplari rinselvatichiti di asino diffusi negli stati sud-occidentali degli USA, dove furono introdotti a partire dal XV secolo dai colonizzatori spagnoli (burro, infatti, è la parola spagnola e portoghese per "asino", e a tutt'oggi anche i non ispanici la usano per designare l'asino in questi stati). La FAO ha annoverato il burro come una razza specifica di asini. In Messico, la popolazione di asini è stimata essere tre milioni. Ci sono anche notevoli popolazioni di burros in El Salvador, Guatemala e Nicaragua.
In spagnolo, i burros possono anche essere chiamati burro mexicano ("asino messicano"), burro criollo ("asino criollo") o burro criollo mexicano. Negli Stati Uniti, "burro" è usato come parola in prestito da persone di lingua inglese per descrivere qualsiasi piccolo asino usato principalmente come animale da soma, nonché per descrivere gli asini selvatici che vivono in Arizona, California, Oregon, Utah, Texas e Nevada.
Tra gli asini, i burros tendono ad essere piccoli. Uno studio sui burros funzionanti nel Messico centrale ha rilevato un intervallo di peso compreso tra 50 e 186 chilogrammi, con un peso medio di 122 kg per i maschi e 112 kg per le femmine. L'altezza al garrese variava da 87–120 cm, con una media di circa 108 cm, e le misure della circonferenza variavano da 88–152 cm, con una media di circa 120 cm. L'età media dei burros nello studio era di 6,4 anni; valutati dai loro denti, andavano da 1 a 17 anni. Sono di colore grigio. I burros messicani tendono ad essere più piccoli delle loro controparti negli Stati Uniti, che sono sia più grandi che più robusti. Per rafforzare la loro riserva di sangue, nel maggio 2005, lo stato di Jalisco ha importato 11 asini maschi e femmine dal Kentucky.